# Protobuthus elegans
Protobuthidae, Protobuthus
Famille
Genre
Espèce
Protobuthus elegans, une des deux espèces appartenant au genre Protobuthus (
la deuxième espèce, Protobuthus ziliolii, a été découverte en Italie en 2023) et de la famille des Protobuthidae, est une espèce fossile de scorpions.

## Distribution
Cette espèce a été découverte à Bust dans le massif des Vosges dans le Bas-Rhin en France. Elle date du Trias, à la limite du Trias inférieur et Trias moyen, il y a environ 245 Ma (millions d'années).
Le fossile a été extrait dans les argiles et siltstones de la formation géologique appelée grès à Voltzia et appartenant au Buntsandstein. Cette formation des grès à Voltzia est généralement datée du sommet du Trias inférieur ou de la base du Trias moyen (Anisien).

## Description
Le mâle holotype mesure 32,5 mm.

## Publication originale
- Lourenço & Gall, 2004 : « Fossil scorpions from the Buntsandstein (Early Triassic) of France. » Comptes Rendus Palevol, vol. 3, p. 369-378 (en).